# Roland Kaspitz
Roland Kaspitz (* 1. November 1981 in Spittal an der Drau) ist ein ehemaliger österreichischer Eishockeyspieler, der über viele Jahre für den EC VSV, HC Innsbruck, die EC Graz 99ers und HDD Olimpija Ljubljana in der Erste Bank Eishockey Liga aktiv war. Seit 2017 spielt er für den Amateurverein ELV Zauchen in der Kärntner Division II-Mitte.

## Karriere

Signatur

Kaspitz begann seine Karriere im Nachwuchs des EC VSV, wo er bereits mit 18 Jahren regelmäßig zu Bundesliga-Einsätzen kam und 2002 erstmals österreichischer Meister wurde. Nach fünf Jahren wechselte der Stürmer für eine Saison zum HC Innsbruck, danach kehrte er zum VSV zurück und gewann 2006 einen zweiten Meistertitel mit den Villachern. 2007, 2008 und 2009 wurde er in das All-Star-Team der Liga gewählt, 2010 war er bester Vorbereiter und hinter Eric Healey zweitbester Scorer der Liga. In zwölf Bundesliga-Spielzeiten absolvierte Kaspitz 515 Spiele und erzielte dabei 363 Punkte. Im September 2012 wechselte der gebürtige Österreicher zum amtierenden deutschen Zweitligameister Landshut Cannibals.
In der Saison 2013/14 spielte er vorerst in Schweden beim Asplöven HC und danach noch in Österreich bei den Graz 99ers. Nach exakt 10 Jahren kehrte er nochmals zum HC Innsbruck zurück, absolvierte dort die Saison 2014/15. Nachdem er den Grunddurchgang der Österreichischen Bundesliga 2015/16 mit dem slowenischen Verein HDD Olimpija Ljubljana bestritten hatte, kehrte er für die Qualifizierungsrunde im Jänner 2016 zu den Graz 99ers zurück. Zur folgenden Spielzeit wechselte er zum Lyon Hockey Club in die französische Ligue Magnus.

### International
Im Juniorenbereich spielte Kaspitz für Österreich bei der U18-C-Europameisterschaft 1998 und der U18-B-Weltmeisterschaft 1999 sowie der U20-C-Weltmeisterschaft 2000 und der U20-Weltmeisterschaft der Division I 2001.
In der Herren-Nationalmannschaft debütierte er am 9. November 2001 beim 4:2-Erfolg im Freundschaftsspiel gegen Italien im französischen Grenoble. Er nahm 2002, 2004, 2005, 2009 und 2011 an den Weltmeisterschaften der Top-Division teil. Nach zwischenzeitlichen Abstiegen trat er in der Division I 2006, 2008 und 2010 an, wobei jeweils der sofortige Wiederaufstieg in die Top-Division gelang. Zudem vertrat er seine Farben bei den Qualifikationsturnieren zu den Olympischen Winterspielen 2006 in Turin und 2010 in Vancouver.

## Erfolge und Auszeichnungen
- 1998 Aufstieg in die B-Gruppe bei der U18-C-Europameisterschaft
- 2000 Aufstieg in die Division I bei der U20-C-Weltmeisterschaft
- 2002 Österreichischer Meister mit dem Villacher SV
- 2006 Österreichischer Meister mit dem Villacher SV
- 2006 Aufstieg in die Top-Division bei der Weltmeisterschaft der Division I, Gruppe B
- 2007 All-Star-Team der Österreichischen Eishockeyliga
- 2008 All-Star-Team der Österreichischen Eishockeyliga
- 2008 Aufstieg in die Top-Division bei der Weltmeisterschaft der Division I, Gruppe A
- 2009 All-Star-Team der Österreichischen Eishockeyliga
- 2010 Bester Vorbereiter der Österreichischen Eishockeyliga
- 2010 Aufstieg in die Top-Division bei der Weltmeisterschaft der Division I, Gruppe A

## Karrierestatistik
(Legende zur Spielerstatistik: Sp oder GP = absolvierte Spiele; T oder G = erzielte Tore; V oder A = erzielte Assists; Pkt oder Pts = erzielte Scorerpunkte; SM oder PIM = erhaltene Strafminuten; +/− = Plus/Minus-Bilanz; PP = erzielte Überzahltore; SH = erzielte Unterzahltore; GW = erzielte Siegtore; 1 Play-downs/Relegation; Kursiv: Statistik nicht vollständig)